# Edith Mill
Edith Mill (* 16. August 1925 in Wien; † 10. November 2007 in Port Moody; eigentlich Edith Rosalia Martha Müll) war eine österreichische Theater- und Filmschauspielerin.

## Leben
Edith Mill wurde 1925 als Tochter des Gastwirtes Georg Müll in Wien geboren. Von 1941 bis 1943 am dortigen Max Reinhardt-Seminar zur Schauspielerin ausgebildet, hatte sie bereits 1934 (gemeinsam mit ihrer Schwester) am Deutschen Volkstheater in einem Märchenspiel auf der Bühne gestanden. Nach einer Zwischenstation in Graz kehrte die Mimin – die ihren wenig schmeichelhaft klingenden Nachnamen inzwischen in "Mill" abgeändert hatte – in ihre Heimatstadt zurück, um bis 1953 am Burgtheater Rollen zu übernehmen. Hier besetzte sie vor allem das Fach der jungen Sentimentalen, war in Stücken wie Iphigenie, Liebelei, Lysistrata und Die Fliegen zu sehen.
Ab 1949 erhielt die dunkelhaarige Darstellerin auch Angebote beim Film, nachdem sie schon 1943 in dem von Hans Steinhoff inszenierten Künstlerdrama Gabriele Dambrone einen Kurzauftritt gehabt haben soll. Sie war insgesamt fünf Mal die Partnerin von Curd Jürgens, spielte an seiner Seite u. a. in Hexen, Schuß durchs Fenster und Prämien auf den Tod.
In München lernte sie den 25 Jahre älteren Filmproduzenten Richard König kennen, den sie 1953 heiratete. Im Jahr darauf trat sie erstmals in einem Spielfilm ihres Schwagers Hans Heinz König auf, dessen bevorzugte Hauptdarstellerin sie in den folgenden Jahren werden sollte. In der Geliebtes Fräulein Doktor betitelten Komödie mimte Mill eine bieder gekleidete Lehrerin, die sich, dank fingierter, von ihren Schülern verfasster Liebesbriefe in eine attraktive junge Frau verwandelt. Es folgten Der Fischer vom Heiligensee, Das Erbe vom Pruggerhof (beide 1955), Heiße Ernte (1956) und schließlich Jägerblut (1957). Die wohl interessanteste dieser vier, dem Heimatfilm zuzurechnenden Produktionen war Heiße Ernte, die sich an neorealistische Werke wie Bitterer Reis anlehnte. Hier stellte sie die Landarbeiterin Auschra dar, die sich in den Sohn eines Hopfenbauern verliebt. Im März 1957 hatte Mill einen Autounfall, bei dem ihr kleiner Sohn Richard verletzt wurde. Sie selbst zog sich eine Lippenspaltung zu. Nach familiären Schwierigkeiten trennte sie sich schließlich von ihrem Mann, der 1961 verstarb. Mit dem Rückzug ihres Schwagers aus dem Filmgeschäft – er inszenierte 1957 mit Jägerblut seinen letzten Spielfilm – geriet Mills Filmkarriere ins Stocken und so wandte sie sich verstärkt dem Fernsehen zu, spielte in Krimiserien wie Sherlock Holmes und Stahlnetz. Ihre Mitwirkung beschränkte sich jedoch nicht selten auf Nebenrollen oder Gastauftritte. 1959 hatte sie, ausgestattet mit einer blonden Perücke, einen kurzen, aber prägnanten Auftritt als Lady Doringham in der Edgar-Wallace-Verfilmung Der rote Kreis unter der Regie von Jürgen Roland.
Im Jahr 1968 wanderte sie nach Kanada aus, wo sie als Yoga-Lehrerin und Heilerin tätig war. Zuletzt lebte sie in Port Moody.

## Filmografie
- 1949: Hexen
- 1950: Prämien auf den Tod
- 1950: Schuß durchs Fenster
- 1950: Cordula
- 1951: Der schweigende Mund
- 1951: Schwindel im Dreivierteltakt
- 1951: So ein Theater! (Gangsterpremiere)
- 1952: Haus des Lebens
- 1952: Zwei Menschen
- 1953: Die Mühle im Schwarzwäldertal
- 1954: Geliebtes Fräulein Doktor
- 1955: Der Fischer vom Heiligensee
- 1955: Das Erbe vom Pruggerhof
- 1956: Zärtliches Geheimnis
- 1956: Heiße Ernte
- 1957: Jägerblut
- 1958: Auferstehung
- 1960: Der rote Kreis
- 1960: Der Held meiner Träume
- 1960: Brücke des Schicksals
- 1960: Immer will ich dir gehören
- 1961: Nora (Fernsehfilm)
- 1961: Immer wenn es Nacht wird
- 1962: Das Wunderkind Europas. Episoden um den jungen Mozart (Fernsehfilm)
- 1962: Väter können keine Zöpfe flechten (Fernsehfilm)
- 1962: Hauptgewinn 6 (Fernsehserie)
- 1963: Barras heute
- 1963: Kommissar Freytag (Fernsehserie, eine Folge)
- 1963: Aus meiner Waldheimat
- 1964: Der Traum des Eroberers (Fernsehspiel)
- 1964: Schwäbische Geschichten – Folge: Das Kurtheater
- 1964: Die Tasse mit dem Sprung (Fernsehspiel)
- 1965: Party im Zwielicht (Fernsehspiel)
- 1965: Gewagtes Spiel (Fernsehserie, eine Folge)
- 1965: Zeitsperre (Fernsehfilm)
- 1965: Stahlnetz: Nacht zum Ostersonntag
- 1967: Bäume sterben aufrecht (Fernsehfilm)
- 1968: Sherlock Holmes (Fernsehserie, Folge: Das Haus bei den Blutbuchen)
- 1968: Peter und Sabine
- 1968: Hilfe, wir bauen (Fernsehserie, 8 Folge)
- 1969: Die Kramer (Fernsehserie, eine Folge)

## Theater
- 1952: William Shakespeare: Othello, der Mohr von Venedig (Bianca) – Regie: Berthold Viertel (Bregenzer Festspiele)[4]
- 1958/59: Allan Vincent: Biefe nach Luzern – Regie: Walter Suessenguth (Berliner Theater, Nürnberger Straße)